# Mexican International Challenge 2025
Die Mexican International Challenge 2025 fand vom 7. bis zum 11. Mai 2025 in Guadalajara statt. Es war die fünfte Austragung dieser internationalen Meisterschaften von Mexiko im Badminton.

## Sieger und Platzierte
| Disziplin    | Gold                          | Silber                       | Bronze                                  |
| ------------ | ----------------------------- | ---------------------------- | --------------------------------------- |
| Herreneinzel | Mark Shelley Alcala           | Garret Tan                   | Yudai Nagafuchi                         |
| Herreneinzel | Mark Shelley Alcala           | Garret Tan                   | Joshua Nguyen                           |
| Dameneinzel  | Sakura Masuki                 | Shiori Ebiharai              | Anna Iwaki                              |
| Dameneinzel  | Sakura Masuki                 | Shiori Ebiharai              | Ishika Jaiswal                          |
| Herrendoppel | Kenta Matsukawa Haruki Kawabe | Seiya Inoue Yuto Kida        | Naoya Kawashima Akira Koga              |
| Herrendoppel | Kenta Matsukawa Haruki Kawabe | Seiya Inoue Yuto Kida        | Bjarne Geiss Jones Ralfy Jansen         |
| Damendoppel  | Anna Iwaki Mai Yairo          | Kanano Muroya Nana Takahashi | Mao Hatasue Miku Sugiyama               |
| Damendoppel  | Anna Iwaki Mai Yairo          | Kanano Muroya Nana Takahashi | Kaho Osawa Mai Tanabe                   |
| Mixed        | Akira Koga Yuho Imai          | Davi Silva Sânia Lima        | Christopher Martínez Diana Corleto Soto |
| Mixed        | Akira Koga Yuho Imai          | Davi Silva Sânia Lima        | Arthur Lee Katelin Ngo                  |